# Strategische rechtszaak tegen publieke participatie
Een strategische rechtszaak tegen publieke participatie (SLAPP : strategic lawsuit against public participation) is een rechtszaak die aangespannen wordt met het oogmerk om een kritische partij te intimideren en tot zwijgen te brengen. De strategie van de klagende partij kan onder meer zijn dat deze de aangeklaagde kritische partij probeert te dwingen tot het maken van dusdanig hoge juridische kosten dat de aangeklaagde partij de kritiek of oppositie dient op te geven. 
Het beoogde doel kan door de klagende partij via meerdere rechtszaken worden bereikt. Het uitgangspunt van de klagende partij hoeft niet altijd te zijn dat deze de rechtszaak wil winnen. Het dreigen met rechtszaken kan op zichzelf een chilling effect hebben.
Het (Engels) acroniem SLAPP werd in de jaren 80 van de 20e eeuw voor het eerst gebruikt door twee professoren van de universiteit van Denver. Hun definitie destijds voor SLAPP is in de loop der tijd opgerekt.

## Volgens plaats

### Verenigde Staten
In de Verenigde Staten werden er in tientallen staten wettelijke maatregelen genomen om SLAPP tegen te gaan, die echter niet alle gelijklopend zijn.
In februari 2025 stond Greenpeace terecht in de Amerikaanse staat North Dakota. Het Amerikaanse energiebedrijf Energy Transfer beschuldigde de milieubeweging van laster en het aanmoedigen van crimineel gedrag bij protesten in 2016 tegen de aanleg van een oliepijpleiding door het reservaat Standing Rock van de Sioux. De acties en juridische stappen tegen het project bleven zonder resultaat, maar Energy Transfer eiste een hoge schadevergoeding. Op 19 maart 2025 verklaarde een jury Greenpeace aansprakelijk voor meer dan $ 660 miljoen.

### Europa
Een aantal — meer dan 110 — niet-gouvernementele organisaties uit Europa die bezorgd zijn over de bedreiging die uitgaat van SLAPP's, heeft zich verenigd in CASE (Coalition Against SLAPPs in Europe). Met een website vestigde CASE de aandacht op de bedreiging die in haar ogen uitgaat van SLAPP's. Op 16 maart 2022 publiceerde CASE een rapport, met updates in 2023 en 2024:
- er is een duidelijk stijgende jaarlijkse trend in het aantal SLAPP's in heel Europa
- publieke “waakhonden”, zoals journalisten (34,2%), kranten (23%), activisten (9,8%), redacteuren (9,5%) en anderen, zijn steeds vaker het doelwit van rechtszaken als reactie op hun activiteiten
- de belangrijkste voorwaarden die aanleiding geven tot SLAPP's, zijn een onevenwichtige machtsverhouding tussen de actoren, en de intentie om kritische stemmen het zwijgen op te leggen
- uit kwalitatieve gegevens blijkt ook dat de opkomst van het populisme samen met de impact van de pandemie de mediavrijheid in heel Europa duidelijk heeft verslechterd
- politici, maar ook zakenlui, gebruikten SLAPP's om onderzoek naar georganiseerde misdaad en overheidsacties te dwarsbomen.[8]

De Europese Commissie installeerde in 2021, in het kader van het European Democracy Action Plan, een expertengroep om maatregelen tegen SLAPP voor te bereiden. Op 27 april 2022 publiceerde de Commissie een ontwerp-richtlijn om de “publieke participatie” te beschermen. Dit leidde in 2024 tot Richtlijn (EU) 2024/1069 ("anti-SLAPP richtlijn"). De richtlijn trad in werking op 6 mei 2024, en heeft tot doel personen die in grensoverschrijdende zaken betrokken zijn bij publieke participatie te beschermen tegen kennelijk ongegronde vorderingen of misbruik van procesrecht, bekend als “strategische rechtszaken tegen publieke participatie” (SLAPP’s). Lidstaten hebben tot 7 mei 2026 de tijd om de bepalingen van deze richtlijn in hun nationale wetgeving om te zetten.

#### België
In het Belgisch recht spreekt men van een tergend of roekeloos geding. Voorbeelden zijn:
- de aanklachten van palmolieproducent Socfin tegen verschillende ngo's en mediabedrijven die kritiek hadden tegen het bedrijf;[12]
- verschillende pogingen van Erik Van der Paal (Land Invest Group) om via een eis tot schadevergoeding[13][14] en door gebruik van privédetectives[15] media-organisatie Apache.be onder druk te zetten. In 2022 werd Van der Paal door het Hof van Beroep van Antwerpen veroordeeld voor tergend of roekeloos geding en verplicht tot het betalen van een schadevergoeding.[16] Van der Paal ging hiertegen in cassatie, maar het Hof van Cassatie bevestigde de aangevallen uitspraak;[17]
- de rechtsvordering van RSC Anderlecht tegen journalist Jan Hauspie na een kritisch artikel in Humo over de rol van Wouter Vandenhaute en diens vrouw Catherine Van Eylen.[18] Voor de publicatie werd gedreigd met juridische stappen indien het stuk zou verschijnen;[18]

Groen en Ecolo dienden in februari 2025 een integrale modelwet in als wetsvoorstel in het federale parlement.

#### Nederland
In 2022 gaf het kabinet aan dat er in Nederland geen SLAPP-zaken als zodanig bekend waren, maar erkende dat er incidenteel zaken voorkomen waarbij de kans op succes klein is of de juridische druk hoog, wat mogelijk op SLAPP kan duiden.
In een rapport van 10 april 2024 bevond Free Press Unlimited dat de impact van juridische druk op de Nederlandse journalistiek wordt onderschat, en dat media in Nederland zelfcensuur hebben toegepast naar aanleiding van juridische druk. Uit onderzoek van de Nederlandse Vereniging van Journalisten en PersVeilig was gebleken dat 50 procent van deelnemende journalisten en maar liefst 90 procent van Nederlandse hoofdredacties is geconfronteerd met dreigementen van juridische stappen als gevolg van een publicatie.
CASE signaleerde twaalf Nederlandse SLAPP-zaken per jaar in de periode 2010 - 2023. Voorbeelden zijn
- de zaak van zakenman Willem Blijdorp tegen Het Financieele Dagblad c.s.. Deze werd gezien als een vorm van intimidatie om kritische berichtgeving te ontmoedigen;[23][24][25][26]
- de zaak van [notaris] tegen Parcival Weijnen en De Groene Amsterdammer.[27][28][29]

Nederland heeft de anti-SLAPP-richtlijn — op 20 februari 2025 — nog niet geïmplementeerd. Er is het conceptwetsvoorstel Wijziging van het Wetboek van Burgerlijke Rechtsvordering ter implementatie van Richtlijn (EU) 2024/1069 betreffende bescherming van bij publieke participatie betrokken personen tegen kennelijk ongegronde vorderingen of misbruik van procesrecht (‘strategische rechtszaken tegen publieke participatie’), kortweg Implementatiewet anti-SLAPP Richtlijn. Free Press Unlimited en de Nederlandse Anti-SLAPP-werkgroep (onderdeel van CASE) achten het wetsvoorstel ondermaats voor wat betreft de toepassing op nationale (niet-grensoverschrijdende) zaken en voor wat betreft de effectieve toegang tot de waarborgen die de richtlijn beschermt.
Greenpeace wachtte de implementatie niet af en dagvaardde begin 2025 Energy Transfer LP voor de Rechtbank Amsterdam. In de dagvaarding beriep Greenpeace zich op de anti-SLAPP-richtlijn.

#### Engeland
Een bekend voorbeeld van een SLAPP-rechtzaak was de zogeheten McLibel-zaak, een jarenlang lopend conflict waarin McDonald's in Engeland twee milieu-activisten had aangeklaagd wegens laster, en dat in 2005 eindigde bij het Europees Hof voor de Rechten van de Mens.